# Aleksandar Vojinović (general)
Aleksandar Vojinović — Vojin (srbsko Александар Војиновић — Војин), srbski general, * 7. marec 1922, † 6. februar 1999.

## Življenjepis
Leta 1941 je vstopil v NOVJ in KPJ; marca 1942 je bil ujet in poslan v Avstrijo. Od tu je leta 1943 pobegnil in se pridružil slovenskim partizanom; bil je politični komisar Pohorskega bataljona, načelnik štaba 18. divizije, namestnik poveljnika 15. divizije.
Po vojni je bil predavatelj na VVA JLA, veleposlanik SFRJ v Etiopiji,... 